# Microdrosophila dentata
Microdrosophila dentata är en tvåvingeart som beskrevs av Zhang 1989. Microdrosophila dentata ingår i släktet Microdrosophila och familjen daggflugor. Inga underarter finns listade i Catalogue of Life.